# Dougal Dixon
Dougal Dixon (nascut l'any 1947 a Dumfries, Escòcia) és un geòleg escocès, escriptor científic i autor de més de 100 llibres sobre dinosaures, geologia i evolució. Va estudiar geologia i paleontologia a la Universitat de Saint Andrews i és conegut per les seues obres il·lustrades de ficció basades en la possible evolució de les actuals formes de vida.
Actualment viu a Wareham (Dorset, Anglaterra) amb la seua muller Jean i els seus fills Gavin i Lindsay.

## Llibres
- After Man: A Zoology of the Future (1981)
- The New Dinosaurs: An Alternative Evolution (1988)
- The Children's Giant Book of Dinosaurs (circa 1990)
- Man After Man: An Anthropology of the Future (1990)
- The Future Is Wild -en col·laboració amb John Adams- (2003)
- If Dinosaurs Were Alive Today
- Ice Age Explorer (col·lecció de novel·les infantils "Time Machine", núm. 7) (1985)

## Televisió
- Natural History of an Alien -Discovery Channel/BBC- (1998)

## Premis
- Distinguished Achievement Award for Excellence in Educational Journalism by The Educational Press Association of America (1993).
- Helen Roney Sattler Award (1993).
- The Children's Book Council 1994 Outstanding Trade Science Book Award.
- Times Educational Supplement Primary Schoolbook Award (1996).